# Antje Jackelén
Antje Jackelén (Herdecke, 4 giugno 1955) è un'arcivescova luterana svedese, ex primate della Chiesa di Svezia (prima inter pares) dal 15 giugno 2014 al 30 ottobre 2022.

## Biografia
Antje Jackelén nata Zöllner è nata il 4 giugno 1955 a Herdecke, nella Renania Settentrionale-Vestfalia, nella Germania dell’Ovest. La famiglia apparteneva alla cosiddetta chiesa unita, cioè una fusione delle chiese luterane riformate. Ha studiato teologia a Bethel, Tubinga e Uppsala ed è stata ordinata prete dal vescovo di Stoccolma Lars Carlzon nel 1980. Da allora ha svolto la professione di prete nelle comunità di Österhaninge, Tyresö e Gårdstånga. È diventata dottoressa in teologia presso l’università di Lund nel 1999 con una tesi di dottorato dal titolo Zeit und Ewigkeit (Tempo ed Eternità), che, in seguito, è stata tradotta e pubblicata sia in inglese, con il titolo Time and Eternity, sia in svedese in una rivista di divulgazione scientifica, con il titolo Tidsinställningar.
Dopo aver lavorato come responsabile europea per il Religion and Science Course Program presso il Centro di Teologia e Scienze Naturali a Berkeley, in California, ha ottenuto la cattedra di teologia sistematica presso la Scuola Luterana di Teologia a Chicago. Dal 2003 è stata direttrice per il Centro Zygon di Religione e Scienze, dove ha lavorato finché è stata nominata vescovo di Lund.
Antje Jackelén è sposata con Hubert Heinz-Dieter Jackelén, anche lui tedesco e prete della Chiesa di Svezia. Si sono incontrati nell’estate del 1977 a Uppsala e nel 1979 si sono sposati. Insieme hanno due figlie.
È stata ospite del programma radiofonico Sommar i P1 del 25 giugno 2014.

### Vescova della diocesi di Lund (2006 - 2014)
Il 17 ottobre 2006 è stata nominata vescova della diocesi di Lund. La scelta è stata presa sin dalla prima votazione, dato che ottenne più della metà dei voti. È stata la prima votazione dopo la modifica dei rapporti tra la Chiesa di Svezia e lo Stato, avvenuta nel 2000.
È stata ordinata vescova il 15 aprile 2007 nella cattedrale di Uppsala. Ha scelto la citazione “Dio è più grande”, presa dalla Prima lettera di Giovanni 3:19-20, che ha usato anche come titolo della sua lettera pastorale pubblicata nel 2011. La lettera pastorale tratta temi quali il desiderio, la chiesa, la secolarizzazione, il credo e la scienza. Uno dei capitoli, Radicati nella Grazia, creati nel mondo, sviluppa il progetto per la diocesi di Lund di cui si è occupata.
Come vescova è stata attiva nel dibattito sociale. Nel 2013 è stata premiata con lo Skåneettan, un premio per l’opinionista più influente della Scania. La giuria ritiene che “Antje Jackelén è una vescova dedita e attiva. Tiene seminari, twitta, scrive libri e articoli di dibattito. Ha iniziativa, perseveranza, tempismo e intuizione – qualità che la rendono un’opinionista qualificata. Durante l’Almedalsveckan (il maggiore forum politico svedese che si tiene annualmente ad Almedalen) Antje Jackelén ha introdotto la questione relativa al fatto che la Svezia non abbia un clima adatto al dibattito religioso.”
La Jackelén ha scritto diversi libri e oltre 100 articoli, sia testi scientifici, di divulgazione scientifica, articoli di dibattito e sermoni. Tra i temi più ricorrenti c’è il rapporto tra natura, credo e ruolo della religione nella società. Per esempio, tra gli ultimi, si può menzionare la posizione a favore dei matrimoni omosessuali e del completamento degli studi.
È l’ideatrice del progetto Social Cohesion, una collaborazione tra la diocesi di Lund, la Regione Scania, l’Università di Lund e la Camera dell’Industria e del Commercio della Svezia meridionale. Tra i progetti internazionali, merita di essere citato il ruolo di membro del consiglio per la Lutherska världsförbundet, l’organo di collaborazione internazionale per le chiese luterane.
La Jackelén è stata una degli officianti del matrimonio tra la principessa ereditaria Victoria e Daniel Westling nel 2010.

### Arcivescova di Uppsala e Primate di Svezia (2014 - 2022)
Secondo un sondaggio del sito dello Kyrkans Tidning, il settimanale ufficiale della Chiesa di Svezia, la Jackelén era la favorita nel maggio 2013 per la carica di nuovo arcivescovo dopo Anders Wejryd, che aveva intenzione di andare in pensione nell’aprile 2014.
Il 15 ottobre 2013 è stata eletta arcivescova della diocesi di Uppsala. È stata la prima donna ad aver ricoperto questa carica. La decisione è stata presa alla prima votazione, dato che la Jackelén aveva ottenuto il 55,9% dei voti. Si è insediata con una cerimonia tenutasi nella cattedrale di Uppsala il 15 giugno 2014.
In qualità di arcivescova della Chiesa di Svezia ha incontrato papa Francesco a Roma nel maggio 2015 e tra l’ottobre e il novembre del 2016 quando lui ha visitato la Svezia in occasione del 500º anniversario della Riforma.
Ha terminato il suo incarico il 30 ottobre 2022, avendo raggiunto l'età della pensione. Al suo posto è stato nominato l'8 giugno 2022 Martin Modéus, che ne prese il posto a dicembre dello stesso anno.

## Genealogia episcopale e successione apostolica
La genealogia episcopale è:
- Cardinale Guillaume d'Estouteville, O.S.B.Clun.
- Papa Sisto IV
- Papa Giulio II
- Cardinale Achille Grassi
- Vescovo Paride Grassi
- Vescovo Peder Månsson
- Arcivescovo Laurentius Petri
- Vescovo Jacob Johannis
- Arcivescovo Laurentius Petri Gothus
- Arcivescovo Andreas Laurentii Björnram
- Vescovo Petrus Benedicti
- Arcivescovo Abraham Angermannus
- Arcivescovo Petrus Kenicius
- Arcivescovo Olaus Martini
- Arcivescovo Laurentius Paulinus Gothus
- Vescovo Jonas Magni Wexionensis
- Arcivescovo Johannes Canuti Lenaeus
- Vescovo Samuel Enander
- Arcivescovo Lars Stigzelius
- Arcivescovo Johan Baazius il Giovane
- Arcivescovo Olov Svebilius
- Arcivescovo Mattias Steuchius
- Arcivescovo Johannes Steuchius
- Arcivescovo Henrik Benzelius
- Arcivescovo Karl Fredrik Mennander
- Arcivescovo Uno von Troil
- Arcivescovo Jacob Axelsson Lindblom
- Arcivescovo Carl von Rosenstein
- Arcivescovo Johan Olof Wallin
- Arcivescovo Hans Olof Holmström
- Arcivescovo Henrik Reuterdahl
- Arcivescovo Anton Niklas Sundberg
- Vescovo Martin Johansson
- Vescovo Olof Bergqvist
- Arcivescovo Erling Eidem
- Arcivescovo Gunnar Hultgren
- Arcivescovo Ruben Josefson
- Arcivescovo Olof Sundby
- Arcivescovo Bertil Werkström
- Arcivescovo Gunnar Weman
- Arcivescovo Anders Wejryd
- Arcivescovo Antje Jackelén

La successione apostolica è:
- Vescovo Johan Tyrberg (2014)
- Vescovo Eva Nordung Byström (2014)
- Vescovo Fredrik Modéus (2015)
- Vescovo Johan Dalman (2015)
- Vescovo Mikael Mogren (2015)
- Vescovo Sören Dalevi (2016)
- Vescovo Susanne Rappmann (2018)
- Vescovo Thomas Petersson (2018)
- Vescovo Åsa Nyström (2018)
- Vescovo Karin Johannesson (2019)
- Vescovo Andreas Holmberg (2019)